# Gesellschaft zur Förderung des Landesmuseums Württemberg
Die Gesellschaft zur Förderung des Landesmuseums Württemberg ist mit rund 1.300 Mitgliedern (Stand: 2023) ein gemeinnütziger Verein zur Förderung kultureller Zwecke in allen musealen Aufgabenbereichen des Landesmuseums Württemberg in Stuttgart.

## Geschichte und Zweck
Am 11. Juli 1910 wurde die Gesellschaft zur Förderung des Landesmuseums Württemberg unter der damaligen Bezeichnung Verein zur Förderung des Museums Vaterländischer Altertümer in Stuttgart in das Vereinsregister eingetragen. Seine heutige Bezeichnung führt der Verein seit 1947.
Zweck der Fördergesellschaft ist es, die Bedeutung des größten kulturgeschichtlichen Museums des Landes Baden-Württemberg im Bewusstsein der Öffentlichkeit zu verankern und seine vielfältigen Aktivitäten insbesondere auch durch die Vermittlung nach außen zu unterstützen. Dazu gehören beispielsweise Vortragsreihen und Konzerte, Führungen für Menschen mit Behinderungen und Publikationen sowie explizit museumspädagogische Angebote für Kinder- und Jugendliche. Die Beiträge ihrer Mitglieder und die gesammelten Spenden an die Fördergesellschaft werden auch dazu verwendet, den Erwerb und die Restaurierung von Kunstwerken zu finanzieren.

## Gremien
Neben der Mitgliederversammlung gehören ein ehrenamtlich tätiger Vorstand und ein Beirat zu den Vereinsorganen. Die Beiräte sind beratend für das Museum tätig und unterstützen den Vorstand unter anderem beim Einwerben von Spenden. Ihm gehören daher Persönlichkeiten an, die bereit sind, in besonderer Weise für die Zwecke des Vereins einzutreten. Mit Zustimmung des Beirats kann durch den Vorstand namhaften Persönlichkeiten des öffentlichen Lebens mit besonderer Verbindung zum Landesmuseum die Schirmherrschaft angetragen werden.
Den Vorstandsvorsitz hat seit 2019 Peter Schneider, bis 2024 Präsident des Sparkassenverbands Baden-Württemberg, der auf der Mitgliederversammlung am 2. Oktober 2019 gewählt wurde. Er folgt damit auf Reinhold Würth, der nach 22 Jahren als Erster Vorsitzender feierlich verabschiedet wurde und in dieser Zeit unter anderem als Mäzen einen entscheidenden Anteil an der positiven Entwicklung des Landesmuseums hatte. Stellvertretende Vorsitzende ist seit dem 1. September 2023 Christina Haak, Wissenschaftliche Direktorin des Landesmuseums Württemberg. Die Schirmherrschaft hatte bis zu seinem Tod im Jahr 2022 Carl Herzog von Württemberg.